# مختبر بتيس للطاقة الذرية
مختبر بتيس للطاقة الذرية هو عبارة عن منشأة بحث وتطوير مملوكة لحكومة الولايات المتحدة في ضاحية غرب ميفلين بولاية بنسلفانيا في بيتسبيرغ والتي تعمل بشكل حصري على تصميم وتطوير الطاقة النووية لصالح البحرية الأمريكية. ويعد واحدا في إنشاء البحرية النووية.

## التأسيس
تأسس المختبر في عام 1949 والذي سمي تيمنا باسم سايروس كاي بتيس. من تأسيس المختبر حتى عام 1998 تم تشغيله من قبل شركة ويستنغهاوس الكتريك.
طور المختبر التصميم الأصلي لمختبر أوك ريدج الوطني لمفاعل الماء المضغوط للاستخدام البحري وقد بنت منشآت الدفع النووي لأول غواصات وسفن سطحية أمريكية.
كان لدى المختبر حاسوبان خارقان بنظام معالج أوبتيرون 1,090 يعد المختبر أيضا مقرا لمدرسة بتيس لهندسة المفاعلات التابع للبحرية الأمريكية. توفر المدرسة برنامج شهادة الدراسات العليا في الهندسة النووية مع التركيز على تصميم المفاعلات النووية والبناء والعمليات. وهو مفتوح فقط لأفراد البحرية ومهندسي بيتس.
تم اختيار المختبر لتطوير مشروع بروميثيوس للطاقة النووية ولكن تم إلغائه في عام 2005.